# Hertha Schell
Hertha Schell (* 4. April 1945 in Wien) ist eine österreichische Schauspielerin.

## Leben und Wirken
Hertha Schell wurde 1945 in Wien geboren. Als Vierjährige besuchte sie eine Ballettschule und erhielt so eine zehnjährige Ausbildung in klassischem Ballett, Tanz und Step.
Von 1963 bis 1966 lernte sie am Max-Reinhardt-Seminar. In Hannover lernte sie ihren Lebensgefährten Horst Zankl kennen und wechselte mit ihm ans Theater am Neumarkt in Zürich. Auch in Basel, Düsseldorf und Frankfurt trat Schell auf.
Seit 2010 spielt sie im Raimundtheater beim Musical Ich war noch niemals in New York die Maria Wartberg.
Auch in zahlreichen Fernsehproduktionen wirkte Schell mit.
Seit 1977 wohnt sie im Burgenland.

## Filmografie
- 1985: „Welcome to Vienna“
- 1985: „Der Leihopa“
- 1985: „Nachtwache“
- 1986: „Ringstraßenpalais“
- 1987: „Die grünen Fensterläden“
- 1991: „Eurocops“, Episode "Operation gelungen
- 1993: „Schöndorf muss sauber bleiben“
- 1993: „Der Salzbaron“
- 1996: „Lamorte“
- 1998: „Medicopter 117 – Jedes Leben zählt“, Episodenrolle
- 1999: „Julia – Eine ungewöhnliche Frau“
- 2004: „Der Weihnachtshund“
- 2004: „Fräulein Phyllis“
- 2005: „Zwei Weihnachtshunde“
- 2007: „Erika und Otto“
- 2008: „Die Pilotin - Entscheidung in den Wolken“
- 2022: „SOKO Donau/SOKO Wien – Ausgetrickst“ (Fernsehserie)
- 2024: „Schnell ermittelt – Gabriele Schneider-Dong“ (Fernsehserie)